# Fritz von Unruh
Fritz von Unruh, né le 10 mai 1885 à Coblence et mort le 28 novembre 1970 à Diez, est un dramaturge, poète et romancier expressionniste allemand. Il est le frère aîné de Friedrich Franz von Unruh - avec qui il est souvent confondu : c'est Friedrich Franz qui publie dans le Frankfurter Zeitung, sous l'intitulé National-Socialisme, le programme économique, « une analyse qui constitue l'une des premières et plus clairvoyantes récusations du national-socialisme émanant du camp conservateur » ( selon Armin Mohler) .

## Biographie
Né en 1885 à Coblence,, Fritz von Unruh est issu d'une grande famille de la vieille noblesse militaire prussienne. Après avoir terminé l'école des cadets à Plön dans le Holstein, il devient officier puis quitte l'armée. Sa première pièce de théâtre, L'Officier, est jouée en 1911 à Berlin et rencontre le succès. Il combat durant la Première Guerre mondiale, comme engagé volontaire. Antinazi (discours le 18 janvier 1932 au palais des sports de Berlin), il fonde en 1932 une organisation de résistance républicaine contre le nazisme. Il doit quitter l'Allemagne en 1933 et gagne l'Italie puis la France. Il est déchu de la nationalité allemande le 10 aout 1939. Il est mis en camp de concentration en France en septembre 1939, en raison de ses origines allemandes, mais est libéré en juin 1940. Il se réfugie à New-York et obtient la nationalité américaine. Il revient à Francfort en 1948. et reçoit le Prix Goethe cette année-là. Il repart à New-York en 1950.
(En 1947, à New-York, il a peint Claire et Yvan Goll. Voir Suzanne Nadolny, Claire Goll, Berlin 2002, page 118. Voir aussi la photo du dessin qu'il présente d'eux (esquisse du tableau?) dans le livre-catalogue in 4°, Claire Goll, 328 pages, Saint-Dié-des-Vosges, 2012, page 201))
Il meurt en 1970. Son épouse décéde en 1971. 

## Distinctions (extrait)
- Prix Goethe (1948)[1]

## Œuvres
Pièces de théâtre
- Offiziere, 1911
- Louis Ferdinand Prinz von Preußen, 1913
- Vor der Entscheidung, 1914
- Ein Geschlecht, Tragödie, 1917
- Platz, 1920 (Fortsetzung von Ein Geschlecht)
- Stürme, Schauspiel, 1922
- Rosengarten, 1923
- Bonaparte, Schauspiel, 1927
- Phaea, Komödie, 1930
- Zero, Komödie, 1932
- Gandha, 1935
- Charlotte Corday, 1936
- Miss Rollschuh, 1941
- Der Befreiungsminister, 1948
- Wilhelmus, 1953
- Duell an der Havel, Schauspiel, 1954
- Bismarck oder Warum steht der Soldat da?, 1955
- Odysseus auf Ogygia, Schauspiel, 1968

Romans
- Opfergang, 1918. Le chemin du sacrifice, préfacé par Nicolas Beaupré. Traduis en français par Martine Rémon. La Dernière Goutte Éditions, 2014.  (ISBN 978-2918619185)
- Der nie verlor, 1948. Traduit par Yvan Goll: Ce n'est pas encore la fin, 632 pages, Gallimard 1951 (A Yvan Goll, au poète, à l'esprit fraternel  In Memoriam. Edition dédiée à M. P. Aubert)
- Die Heilige, 1952
- Fürchtet nichts, 1952
- Der Sohn des Generals, 1957

Autres
- Vaterland und Freiheit. Eine Ansprache an die deutsche Jugend, 1923
- Flügel der Nike. Buch einer Reise, 1925
- Seid wachsam! Eine Goethe-Rede, 1948
- Rede an die Deutschen, 1948
- Mächtig seid ihr nicht in Waffen, Reden, 1957 [2]
- Meine Begegnungen mit Trotzki, 1963
- Friede in USA? Ein Traum, 1967